# Mohammed Abdellaoue
Mohammed Abdellaoue  (en arabe : محمد عبدلاوي) né le 23 octobre 1985 à Oslo, est un footballeur international norvégien. D'origine marocaine , il est international norvégien entre 2008 et 2017. Son frère Mustafa Abdellaoue est également footballeur international, évoluant lui aussi au poste d'attaquant.

## Biographie

### Carrière en club

#### Début de carrière à Skeid
En équipe de jeunes, Mohammed Abdellaoue joue tout d'abord en faveur de Hasle-Løren IL, puis il rejoint le club de Skeid en 2001. Avant d'intégrer l'équipe première de Skeid en 2003, il doit subir une opération du pied gauche, en raison du fait qu'il soit né avec seulement 4 orteils, ce qui n'est toutefois pas un obstacle pour la pratique du football de haut niveau.
Le 9 juin 2003, il fait ses débuts professionnels en deuxième division norvégienne, en rentrant en jeu contre IL Hødd. Pour son quatrième match, il marque ses deux premiers buts contre Raufoss IL, donnant ainsi une victoire de 2-1 pour son équipe. Ses débuts se révèlent très bons avec cinq buts en six matchs pour la saison 2003. En 2004, à seulement 19 ans, il est le meilleur buteur de Skeid avec 11 buts. La saison suivante, il marque cinq buts tout en accumulant les blessures, et son club se voit relégué en troisième division.
Lors de la saison 2006, il retrouve la forme en marquant dix buts, et contribue à la remontée directe de son club en deuxième division. Malgré ses performances de meilleur buteur de Skeid en 2007 avec neuf buts, il ne peut empêcher la redescente de ce club en troisième division. Abdellaoue marque un total de 40 buts pour Skeid en cinq saisons de championnat.

#### Vålerenga: découverte de l'élite et premier titre
Les clubs de première division norvégienne commencent alors à suivre ses performances, et le 24 juillet 2007, Mohammed Abdellaoue signe un contrat de trois ans avec Vålerenga, qu'il rejoindra au début de la saison 2008. Lors de sa première saison en première division avec Vålerenga, il arrive avec le statut de remplaçant, mais il sait rapidement s'imposer dans l'équipe. Dès la troisième journée de championnat, le 13 avril 2008, il marque un doublé contre Lillestrøm SK à l'Åråsen Stadion, et contribue à la victoire de son club 3-0. Le journal norvégien VG le choisit même comme homme du match.
« Moa » devient par la suite le meilleur buteur du club en 2008, avec neuf buts en 23 matches de championnat, dont trois buts sur penalties en un seul match. La même année, il marque également marqué six buts en Coupe de Norvège, dont un doublé en finale, dans laquelle Vålerenga vainc Stabæk 4-1 et remporte ainsi la coupe. Malgré les convoitises de quelques clubs, il reste dans le club norvégien. La saison suivante, il est perturbé par plusieurs blessures, et il n'inscrit que six buts.
Lors de la saison 2010, sous la houlette du jeune entraîneur Martin Andresen, Abdellaoue récupère sa grande forme en marquant des buts régulièrement (au 8 août 2010, 15 buts en 20 matches), ce qui contribue ainsi à faire de Vålerenga un sérieux prétendant au titre de champion de Norvège 2010. Le 2 août 2010, il est l'auteur d'un triplé face à l'IK Start, qui voit son équipe s'imposer sur le large score de 8-1.

#### Hanovre 96
Le 17 août 2010, Vålerenga et Hanovre 96 annoncent l'arrivée de Mohammed Abdellaoue dans le club allemand avec un contrat de 4 ans, et une indemnité de transfert d'environ un million d'euros. Il fait ses débuts en Bundesliga 1 avec une victoire 2-1 à domicile face à l'Eintracht Francfort le 21 août 2010, et il marque son premier but en Bundesliga le 28 août 2010, contre Schalke 04 pour une victoire 2-1 à l'extérieur. Le match suivant, il marque son premier but à domicile contre le Bayer Leverkusen (match nul 2-2). Lors de la cinquième journée de championnat, il marque son troisième but lors de la large victoire (4-1) face au Werder Brême. Les premiers matches de "Moa" en Allemagne sont donc très prometteurs.
Il atteint avec cette équipe les quarts de finale de la Ligue Europa en 2012. Hanovre s'incline face à l'Atlético de Madrid. Abdellaoue inscrit notamment un but en huitième face au Standard de Liège.

#### VfB Stuttgart
Abdellaoue est transféré au VfB Stuttgart pour la saison 2013-2014.
Avec Stuttgart, il joue seulement 12 matchs en Bundesliga, avec un seul but inscrit.

#### Fin de carrière à Vålerenga
Il inscrit pour son retour à Vålerenga neuf matchs en Eliteserien.
Il joue son dernier match en professionnel le 10 septembre 2017, lors de la réception du club de Sarpsborg.

### Carrière en sélection
En sélection de jeunes, grâce à ses performances avec Skeid, Mohammed Abdellaoue joue un match avec l'équipe de Norvège espoirs, mais aussi six matches avec les moins de 18 ans (trois buts marqués) et un match avec les moins de 19 ans.
À la suite de ses bons premiers pas dans l'élite norvégienne avec Vålerenga, il réalise ses débuts avec l'équipe nationale de Norvège le 20 août 2008, en étant titularisé lors d'une rencontre amicale face à l'Irlande (match nul 1-1), durant lequel il fait une bonne impression. Après plusieurs mois d'absence, il revient en sélection le 2 juin 2010, à l'occasion d'un match amical face à l'Ukraine (défaite 1-0).
Lors de sa septième sélection, le 3 septembre 2010, il marque son premier but contre l'Islande, et donne ainsi la victoire 2-1 pour la Norvège dans le cadre des qualifications pour l'Euro 2012.
Abdellaoue marque ensuite un autre but lors d'un match amical contre la Croatie, le 12 octobre 2010, mais ne peut empêcher la défaite de son équipe, 2-1. Il est ensuite l'auteur d'un doublé en amical contre la Tchéquie, permettant à son équipe de s'imposer 3-0.
Abdellaoue inscrit ensuite un nouveau but contre l'Islande lors des éliminatoires de l'Euro 2012. Par la suite, il marque lors de rencontres amicales contre la Hongrie et la Suède.
Il reçoit sa dernière sélection le 28 mars 2015, contre la Croatie, lors des éliminatoires de l'Euro 2016. Il délivre une passe décisive à cette occasion.

## Statistiques

### Par saisons en club
| Saison       | Club         | Division              | Championnat | Championnat | Coupe  | Coupe |
| Saison       | Club         | Division              | Matchs      | Buts        | Matchs | Buts  |
| ------------ | ------------ | --------------------- | ----------- | ----------- | ------ | ----- |
| 2003         | Skeid        | Adeccoligaen          | 6           | 5           | 2      | 0     |
| 2004         | Skeid        | Adeccoligaen          | 22          | 11          | 0      | 0     |
| 2005         | Skeid        | Adeccoligaen          | 20          | 5           | 0      | 0     |
| 2006         | Skeid        | Fair Play ligaen (D3) | 18          | 10          | 1      | 0     |
| 2007         | Skeid        | Adeccoligaen          | 20          | 9           | 2      | 2     |
| 2008         | Vålerenga    | Tippeligaen           | 23          | 9           | 6      | 7     |
| 2009         | Vålerenga    | Tippeligaen           | 24          | 6           | 2      | 2     |
| 2010         | Vålerenga    | Tippeligaen           | 20          | 15          | 1      | 1     |
| 2010–11      | Hanovre 96   | Fußball-Bundesliga    | 26          | 10          | 0      | 0     |
| 2011–12      | Hanovre 96   | Fußball-Bundesliga    | 28          | 11          | 2      | 2     |
| Career Total | Career Total | Career Total          | 161         | 74          | 14     | 12    |

### Buts en sélection
| Buts | Dates            | Stades, Villes, Pays                 | Adversaires | Scores | Résultats | Compétitions             |
| ---- | ---------------- | ------------------------------------ | ----------- | ------ | --------- | ------------------------ |
| 1er  | 3 septembre 2010 | Laugardalsvöllur, Reykjavik, Islande | Islande     | 1 – 2  | V 1-2     | Éliminatoires, Euro 2012 |
| 2e   | 12 octobre 2010  | Stade Maksimir, Zagreb, Croatie      | Croatie     | 0 – 1  | D 2-1     | Match amical             |
| 3e   | 10 août 2011     | Ullevaal Stadion, Oslo, Norvège      | Tchéquie    | 2 – 0  | V 3-0     | Match amical             |
| 4e   | 10 août 2011     | Ullevaal Stadion, Oslo, Norvège      | Tchéquie    | 3 – 0  | V 3-0     | Match amical             |
| 5e   | 2 septembre 2011 | Ullevaal Stadion, Oslo, Norvège      | Islande     | 1 – 0  | V 1-0     | Éliminatoires, Euro 2012 |

## Palmarès
- Vålerenga Fotball
- Champion de Norvège en 2010
  - Vainqueur de la Coupe de Norvège en 2008